# Školjić (Stobreč)
Školjić je otočić smješten u Stobrečkom zaljevu, udaljen 20 metara od obale.
Dimenzije otoka su 33 x 7 metara, a visina 3 metra. Oko 15 metara istočno, u produžetku osi otoka, nalazi se plićina na kojoj je podignut svjetionik.

## Vanjske poveznice
|  | Zajednički poslužitelj ima još gradiva o temi Školjić (Stobreč) |